# Diego Schwartzman
Diego Sebastián Schwartzman (* 16. August 1992 in Buenos Aires) ist ein ehemaliger argentinischer Tennisspieler.

## Karriere

### Bis 2014: Erfolge bei Future- und Challenger-Turnieren und Aufstieg zum Top-100-Spieler
Schwartzman begann mit sieben Jahren Tennis zu spielen und war zwischen 2008 und 2010 bei verschiedenen Juniorenturnieren am Start. Gewinnen konnte er dort einen Titel, nämlich im April 2009 im argentinischen Mendoza. Von 2008 bis 2012 spielte er auf der ITF Future Tour, wo er 2010 in Bolivien sowie 2011 in Chile seine ersten beiden Titel gewinnen konnte. Sein Durchbruch auf diesem Leistungsniveau gelang ihm 2012, als er ein Future-Turnier in Peru sowie fünf Future-Turniere in Argentinien gewann. Erstmals bei einem Challenger-Turnier erfolgreich war Schwartzman in seiner Heimat Buenos Aires, wo er im Oktober 2012 im Alter von 20 Jahren seinen ersten Titel holte. Das Jahr beendete er auf Platz 179 der Weltrangliste und damit erstmals in den Top 200.
Mit einer Wildcard ausgestattet, erreichte er Anfang des Folgejahres das Achtelfinale des dortigen 250er-Turniers, wo er in zwei Sätzen an Tommy Robredo scheiterte. In Acapulco schaffte er über die Qualifikationsrunden den Einzug ins Hauptfeld, scheiterte jedoch in Runde eins am späteren Sieger des Turniers Rafael Nadal. Auch bei drei weiteren ATP-Turnieren konnte er sich 2013 fürs Hauptfeld qualifizieren, kam dort aber ebenfalls nie über die erste Runde hinaus. Zudem erreichte er in diesem Jahr fünf Challenger-Finals, die er jedoch allesamt verlor und er erstmals nach vier Jahren in Folge im Jahr 2013 ohne Titel blieb. In der Weltrangliste stand er am Ende des Jahres mit Platz 117 kurz vor dem Sprung unter die besten 100 Spieler.
Von Mai bis Oktober 2014 gelangen ihm vier Siege bei Challenger-Turnieren, zudem gewann er die zum Saisonabschluss ausgetragenen ATP Challenger Tour Finals. Durch diese Erfolge konnte er sich erstmals und danach dauerhaft in den Top 100 der Weltrangliste platzieren. Erstmals bei Grand-Slam-Turnieren trat der Argentinier ebenfalls 2014 in Erscheinung. Bei den French Open gewann er nach erfolgreicher Qualifikation sein Erstrundenmatch gegen den portugiesischen Qualifikanten Gastão Elias, musste aber in der zweiten Runde gegen Roger Federer antreten, wo er in drei Sätzen verlor. Beim Turnier in Kitzbühel gewann er gegen den damals 17-jährigen Alexander Zverev mit 6:1, 6:0. Bei den US Open war Schwartzman bereits fürs Hauptfeld qualifiziert und traf dort in der ersten Runde auf den topgesetzten Novak Đoković, gegen den er in drei Sätzen verlor. Sein Ranking verbesserte er zum Jahresende erneut bis auf Platz 61.

### 2015–2016: Etablierung auf der ATP-Tour und erster Titel
Nach dem Erstrundenaus bei den Australian Open zu Beginn des Jahres war Schwartzman im März 2015 in Indian Wells erstmals bei einem Masters-Turnier am Start. Nach gewonnenem Erstrundenmatch traf er dort in der zweiten Runde auf den späteren Finalisten Roger Federer, der ihn in zwei Sätzen bezwang. Beim Turnier in Istanbul rund einen Monat später kam Schwartzman erstmals bis ins Halbfinale eines ATP-Turniers. Auch hier verlor er gegen Federer, konnte diesmal aber den ersten Satz für sich entscheiden. Durch diesen Erfolg erreichte der Argentinier mit dem 57. Platz in der Weltrangliste ein zwischenzeitliches Karrierehoch. Danach fiel er zwar wieder leicht zurück, konnte sich aber in den Rängen zwischen 60 und 90 etablieren. Nach überstandenem Auftakt bei den French Open spielte Schwartzman erstmals in seiner Karriere ein Fünfsatzmatch, das er bei gewonnenem ersten und dritten Satz aber gegen Gaël Monfils verlor. Bei den Turnieren der ATP Tour 250 in Kitzbühel und Winston-Salem kam er jeweils ins Achtelfinale. Auch bei den US Open überstand er die erste Runde, in der zweiten Runde verlor er in drei Sätzen gegen Rafael Nadal. Danach spielte Schwartzman bis zum Ende der Saison verschiedene Challenger-Turniere in Südamerika. Bei fast allen war er der topgesetzte Spieler, kam bei vier Turnieren auch ins Finale, konnte aber keines davon gewinnen. Erstmals konnte er seine Jahresendwertung im Vergleich zum Vorjahr nicht verbessern und stand Ende des Jahres auf Platz 88.
Die Saison 2016 lief bei den höherklassigen Turnieren wenig erfolgreich für Schwartzman: Bei allen gespielten Masters-Turnieren, bei denen er im Hauptfeld stand, und allen vier Grand Slams schied er bereits in der ersten Runde aus. Lediglich beim Turnier von Rio de Janeiro im Februar kam er bis ins Achtelfinale. Erfolgreicher war er hingegen bei verschiedenen Turnieren der ATP Tour 250. In Istanbul kam er sowohl im Doppel als auch im Einzel ins Finale, wo er gegen den auf Position 2 gesetzten Grigor Dimitrow antrat. Nachdem Schwartzman den ersten Tie-Break verloren und den zweiten gewonnen hatte, bekam der zuvor schon verwarnte Dimitrow beim Stand von 5:0 für Schwartzman im dritten Satz ein Strafspiel zugesprochen, was den Sieg für Schwartzman und seinen ersten Titel auf ATP-Ebene bedeutete. Das am gleichen Tag kurz danach ausgetragene Doppelfinale verlor der Argentinier mit seinem Landsmann Andrés Molteni im Match-Tie-Break. In Antwerpen kam er ebenfalls ins Finale, unterlag dort aber Richard Gasquet in zwei Sätzen. Zudem erreichte er das Viertelfinale von Chengdu, das er diesmal in drei Sätzen gegen Dimitrow verlor, sowie im Laufe des Jahres das Achtelfinale bei vier weiteren Turnieren. Darüber hinaus gewann er in Barranquilla und Montevideo die letzten beiden Challenger-Turniere, die er in der Frühphase seiner Karriere spielte. Bis zum Saisonende kam Schwartzman mit Platz 52 kurz vor die Top 50 der Weltrangliste.

### 2017: Erste Viertelfinals bei Masters und US Open
Die Saison 2017 begann für Schwartzman erfolgreicher als die Vorsaison. Bei den Australian Open besiegte er in der ersten Runde den auf Position 22 gesetzten Pablo Cuevas, musste sich aber in der zweiten Runde dem ungesetzten Steve Darcis geschlagen geben. In Rio de Janeiro und São Paulo kam er jeweils bis ins Viertelfinale, verlor dort aber bei beiden Turnieren gegen die späteren Turniersieger Dominic Thiem bzw. Pablo Cuevas. In Monte Carlo erreichte er erstmals das Viertelfinale eines Masters-Turniers, wo er Rafael Nadal in zwei Sätzen unterlag. Bei den French Open bestritt er zwei Matches über fünf Sätze: In der ersten Runde gewann er gegen den damals 19-jährigen Lucky Loser Andrei Rubljow mit 9:7 im Entscheidungssatz, in der dritten Runde verlor er nach gewonnenem ersten und dritten Satz gegen den Vorjahressieger Novak Đoković. In Istanbul, wo er im Vorjahr seinen ersten ATP-Titel gewonnen hatte, kam er bis ins Halbfinale und verlor dort gegen Marin Čilić. Drei Jahre in Folge hatte er damit bei diesem Turnier immer mindestens das Halbfinale erreicht. In Båstad und Hamburg erreichte er die Viertelfinals der dortigen Turniere.
Beim Masters-Turnier von Montreal gelang Schwartzman – mittlerweile unter den Top 40 der Welt platziert – gegen Dominic Thiem, die Nummer sieben der Welt, erstmals ein Sieg gegen einen Top-10-Spieler. In der zweiten Runde wehrte er im entscheidenden dritten Satz insgesamt vier Matchbälle in drei verschiedenen Spielen ab und bezwang den Österreicher im vierten Aufeinandertreffen nach 2:5-Rückstand noch mit 7:5. Schwartzman kam bei dem Turnier – wie auch beim Masters in Monte Carlo drei Monate zuvor – erneut ins Viertelfinale; dort unterlag er Robin Haase in drei Sätzen. Bei den kurz darauf folgenden US Open besiegte er in der dritten Runde erneut die Nummer sieben der Welt, diesmal Marin Čilić, in vier Sätzen. Er kam damit erstmals bis ins Viertelfinale eines Grand-Slam-Turniers, wo er dann Pablo Carreño Busta in drei Sätzen unterlag. Erstmals ins Halbfinale eines Turniers der ATP Tour 500 kam Schwartzman im Oktober in Tokio, wo er dem späteren Turniersieger David Goffin unterlag. Wie im Vorjahr erreichte er auch 2017 das Finale des Turniers von Antwerpen, verlor diesmal aber gegen Jo-Wilfried Tsonga. In Wien kam er bis ins Viertelfinale; im Achtelfinale hatte er gegen Pablo Carreño Busta in drei Sätzen gewonnen, der ihn bei den US Open geschlagen hatte. Das Jahr beendete Schwartzman auf Platz 26 der Weltrangliste.

### 2018: Titelgewinn in Rio und Etablierung in den Top 20
Bei den Australian Open zu Beginn des Jahres 2018 kam Schwartzman erstmals ins Achtelfinale, dort unterlag er Rafael Nadal in vier Sätzen. Der bislang größte Turniersieg seiner Karriere folgte kurz darauf. Beim Turnier von Rio de Janeiro setzte er sich im Finale gegen Fernando Verdasco durch und gewann ohne Satzverlust im gesamten Turnier seinen ersten Titel auf 500er-Ebene. Durch diesen Erfolg konnte er sich auch erstmals in den Top 20 der Weltrangliste platzieren und diese Position über ein Jahr lang halten.
Bei den French Open war Schwartzman auf Position 11 gesetzt und überstand ohne Satzverlust die ersten drei Runden. Im Achtelfinale kam es zu einem bemerkenswerten Duell gegen den Südafrikaner Kevin Anderson. Anderson dominierte lange die Partie und schlug beim Stand von 6:1, 6:2, 5:4 zum Matchgewinn auf. Schwartzman konnte jedoch den Satz noch drehen und mit 7:5 für sich entscheiden. Nach drei Breaks in den ersten drei Games zugunsten von Anderson bot sich im vierten Satz die gleiche Situation wie im Satz zuvor: Anderson schlug beim Stand von 5:4 erneut zum Matchgewinn auf, gab sein Aufschlagspiel dieses Mal aber sogar zu Null ab und machte auch im kurz darauf folgenden Tiebreak keinen einzigen Punkt. Im entscheidenden fünften Satz konnte in den ersten fünf Games keiner der Spieler sein Aufschlagspiel halten. Beim Stand von 2:3 entschied Schwartzman dann die letzten vier Spiele für sich und gewann zum ersten Mal in seiner Karriere nach 0:2-Satzrückstand noch ein Match. Es war sein dritter Sieg gegen einen Top-10-Spieler nach den beiden Erfolgen gegen Thiem und Čilić im Jahr zuvor. Im darauffolgenden Viertelfinale kam es erneut zum Duell gegen Rafael Nadal, der Schwartzman drei Wochen zuvor im Achtelfinale des Masters von Madrid schon besiegt hatte. Schwartzman konnte den ersten Satz gewinnen und lag zunächst auch im zweiten Satz mit einem Break vorne, ehe das Spiel beim Stand von 6:4 und 3:5 aus seiner Sicht aufgrund von Regen und der einsetzenden Dunkelheit abgebrochen werden musste und erst am Folgetag fortgesetzt werden konnte. Nadal konnte davon profitieren, er gewann zunächst unmittelbar den zweiten Satz mit 6:3 und die beiden darauf folgenden Sätze jeweils mit 6:2. Durch den Viertelfinaleinzug bei den French Open kletterte Schwartzman bis auf Platz 11 der Weltrangliste. Bei den beiden weiteren Grand Slams konnte er diesen Erfolg aber nicht wiederholen: in Wimbledon kam er in die zweite, bei den US Open in die dritte Runde. Die besten Platzierungen der weiteren Saison bei den ATP-Turnieren waren das Halbfinale in Antwerpen (Niederlage gegen Gaël Monfils), das Viertelfinale in Hamburg (Niederlage gegen Leonardo Mayer) und das Achtelfinale beim Paris Masters (Niederlage gegen Alexander Zverev).

### 2019: Dritter ATP-Titel und Viertelfinale bei den US Open
Das Erreichen der dritten Runde bei den Australian Open war für Schwartzman mit einiger Mühe verbunden. In der zweiten Runde hatte er gegen Denis Kudla bereits zwei Sätze gewonnen, konnte allerdings erst im fünften Satz die Partie für sich entscheiden. In der folgenden Runde schied er dann in vier Sätzen gegen Tomáš Berdych aus. Erfolgreicher lief für ihn sein Heimturnier in Buenos Aires. Im Halbfinale besiegte er nach verlorenem ersten Satz zum zweiten Mal in seiner Karriere Dominic Thiem. Das Finale verlor er hingegen deutlich in zwei Sätzen gegen Marco Cecchinato. Seinen Vorjahrestitel in Rio de Janeiro konnte er nicht verteidigen, da er in der ersten Runde verletzungsbedingt gegen Pablo Cuevas aufgeben musste. Dadurch sank er in der Weltrangliste und belegte im darauffolgenden halben Jahr Plätze zwischen 20 und 30.
Im Mai erreichte Schwartzman in Rom erstmals das Halbfinale eines Masters-Turniers; dies gelang ihm ohne Satzverlust. Im Halbfinale traf er auf den Weltranglistenführenden Novak Đoković, dem er in drei Sätzen unterlag. Nach einem Fünfsatzsieg in der ersten Runde bei den French Open gegen Márton Fucsovics schied er in der zweiten Runde gegen seinen Landsmann Leonardo Mayer in vier Sätzen aus. In Wimbledon erreichte er mit dem Einzug in die dritte Runde sein bestes Ergebnis dort; gegen Matteo Berrettini musste er sich aber in einem fast viereinhalb Stunden dauernden Fünfsatzmatch geschlagen geben. Wenige Wochen später holte Schwartzman in Los Cabos den dritten ATP-Titel seiner Karriere. Der Sieg beim dort ausgetragenen Turnier in zwei Sätzen gegen Taylor Fritz war sein erster Erfolg auf Hartplatz.
Die US Open, wo Schwartzman wie zwei Jahre zuvor bis ins Viertelfinale kam, waren das erfolgreichste Grand-Slam-Turnier des Jahres 2019 für den Argentinier. Im Achtelfinale hatte er nach verlorenem ersten Satz den auf Nummer sechs gesetzten Alexander Zverev in vier Sätzen bezwungen. Im Viertelfinale verlor er gegen Rafael Nadal – zum dritten Mal innerhalb von rund anderthalb Jahren bei einem Grand-Slam-Turnier und zum achten Mal in seiner Karriere. Durch diesen Erfolg rückte er aber wieder dauerhaft in die Top 20 der Weltrangliste vor. Schwartzmans erfolgreichstes Turnier des restlichen Jahres war das Turnier in Wien. Nach Zweisatzsiegen gegen Karen Chatschanow (Viertelfinale) und Gaël Monfils (Halbfinale) gewann er im Finale den ersten Satz gegen Dominic Thiem, musste sich aber in drei Sätzen geschlagen geben.

### 2020: Masters-Finale, French-Open-Halbfinale und Einzug in die Top 10

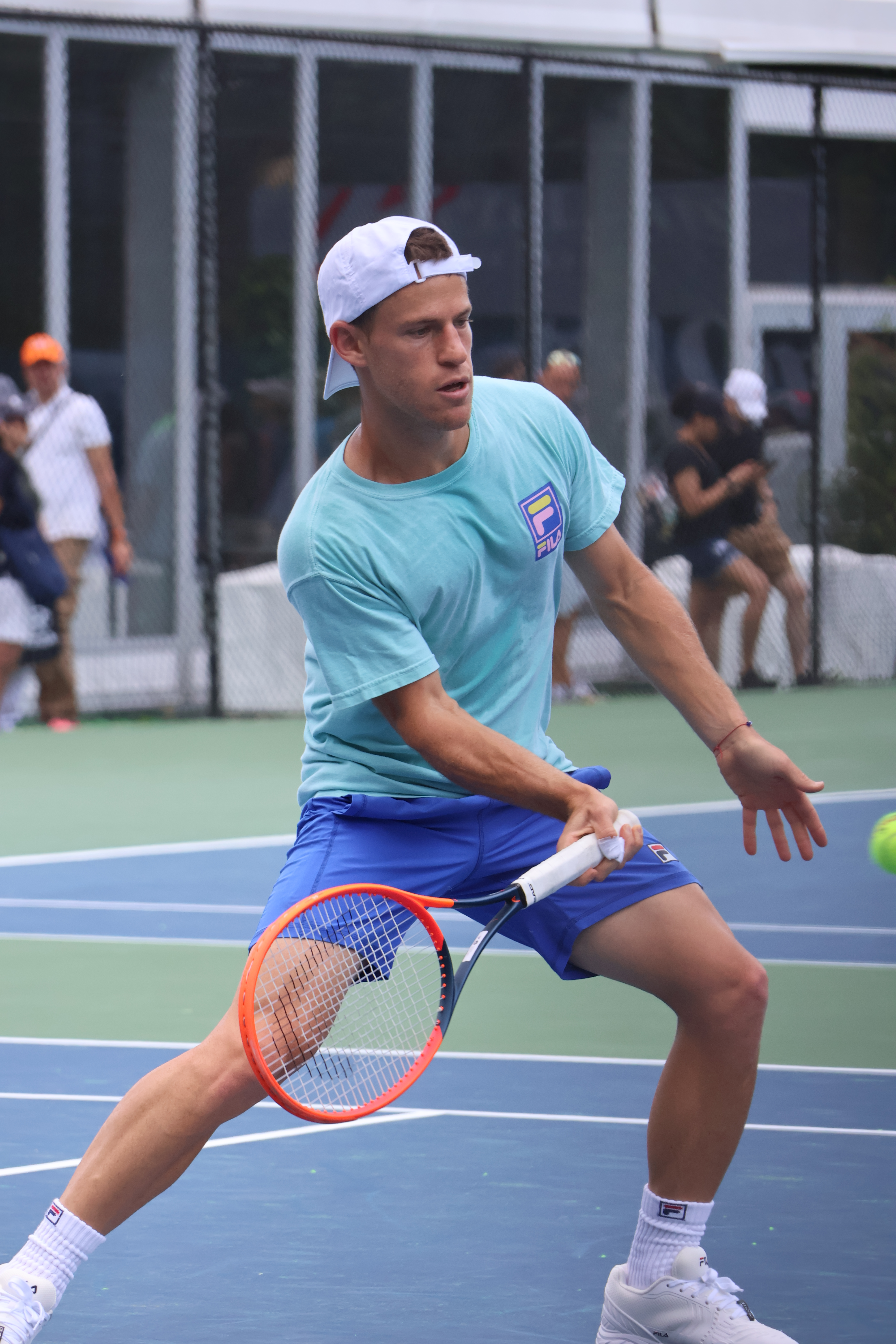
Diego Schwartzman (2023)

Bei den Australian Open zu Beginn des Jahres kam Schwartzman zum zweiten Mal nach 2018 ins Achtelfinale, das er ohne Satzverlust erreichte. Dort unterlag er dem späteren Sieger Novak Đoković in drei Sätzen. Beim Turnier von Córdoba kam er bis ins Finale, wo er Cristian Garín in drei Sätzen unterlag. Bei seinem Heimturnier in Buenos Aires kam es im Viertelfinale zu einer denkwürdigen Begegnung mit Pablo Cuevas. Schwartzman wehrte im Tiebreak des zweiten Satzes vier Matchbälle von Cuevas ab – beim Stand von 5:6, 8:9, 9:10 und 10:11 – und gewann schließlich den Tiebreak mit 13:11. Im dritten Satz lag er nach gewonnenem Break 4:1 in Führung, Cuevas konnte aber auf 4:4 ausgleichen und wehrte nun beim Stand von 4:5 einen Matchball Schwartzmans ab. Durch eine Leistenverletzung konnte sich Schwartzman zum Ende hin nur noch eingeschränkt bewegen, hatte aber dennoch beim Stand von 6:5 und 40:15 zwei weitere Matchbälle. Den ersten konnte Cuevas abwehren, sein Doppelfehler beim zweiten Matchball führte nach 3 Stunden und 41 Minuten Spielzeit aber zum Sieg Schwartzmans mit 5:7, 7:6 (13:11) und 7:5. Durch seine Verletzung konnte der Argentinier im Halbfinale jedoch nicht antreten und musste das Match kampflos abgeben.
Die Wiederaufnahme der Saison nach der Coronapause lief für Schwartzman zunächst eher schleppend. Bei den US Open verlor er nach zwei gewonnenen Sätzen in der ersten Runde noch gegen Cameron Norrie in einer Partie mit ungewöhnlich vielen Breakbällen: Schwartzman konnte 8 von 27, Norrie 11 von 31 Breakbällen nutzen. Beim Masters in Rom erreichte Schwartzman hingegen erstmals das Finale eines Masters-Turniers. Im Viertelfinale konnte er im zehnten Anlauf mit 6:2, 7:5 erstmals gegen Rafael Nadal gewinnen. Er bezeichnete den Sieg danach als das beste Spiel seiner Karriere. Im Halbfinale gewann er in 3 Stunden und 15 Minuten gegen Denis Shapovalov mit 6:4, 5:7 und 7:6 (7:4). Seinem Finalgegner Novak Đoković, gegen den er im Vorjahr auch das Halbfinale von Rom verloren hatte, musste er sich aber mit 5:7, 3:6 geschlagen geben.
Ähnlich erfolgreich waren die French Open für den Argentinier. Ohne Satzverlust gewann er die ersten vier Runden und zog ins Viertelfinale ein, wo er mit Dominic Thiem ein über fünf Stunden dauerndes Fünf-Satz-Match bestritt. Schwartzman gewann den ersten Satz mit 7:1 im Tiebreak, der Österreicher konnte zunächst mit 7:5 den Satzausgleich herstellen und dann mit 8:6 im Tiebreak des dritten Satzes selbst in Führung gehen. Schwartzman gewann mit 7:5 den Tiebreak des vierten Satzes und konnte danach den entscheidenden Satz mit 6:2 für sich entscheiden. Im Halbfinale unterlag Schwartzman dem späteren Turniersieger Nadal dann glatt in drei Sätzen. Der Erfolg bei den French Open bedeutete für ihn mit Rang 8 aber den erstmaligen Einzug in die Top 10 der Weltrangliste. Zudem qualifizierte er sich als Weltranglistenneunter wegen der Absage Federers erstmals für die ATP Finals, das Abschlussturnier der acht besten Spieler des Jahres.
Schwartzman beendete seine Karriere im Februar 2025 bei seinem Heimturnier in Buenos Aires, nachdem er in der zweiten Runde dem Spanier Pedro Martínez unterlag.

## Persönliches
Schwartzman ist jüdisch, Sohn von Ricardo und Silvana Schwartzman. Er wurde in Buenos Aires, Argentinien, geboren. Während des Holocausts wurde sein polnischer Urgroßvater mütterlicherseits in einem Zug in ein nationalsozialistisches Konzentrationslager gebracht. Die Kupplung, die zwei Waggons des Zuges verband, brach, und sein Urgroßvater und andere konnten entkommen. Sein Urgroßvater brachte seine Familie mit dem Schiff von Deutschland nach Argentinien. Als sie ankamen, sprachen sie Jiddisch, aber kein Spanisch. Die Familie seines Vaters wanderte mit dem Schiff von Russland nach Argentinien aus. Schwartzman und seine drei älteren Geschwister – die Brüder Andrés und Matías sowie die Schwester Natali – besuchten eine hebräische Schule.
Als Jugendlicher spielte er Tennis im Club Náutico Hacoaj, einem jüdischen Sportverein in Buenos Aires, der im frühen 20. Jahrhundert von und für Juden gegründet wurde, da es Juden damals nicht gestattet war, anderen Sportvereinen der Stadt beizutreten.

## Erfolge
| Legende (Anzahl der Siege) |
| Grand Slam                 |
| ATP Tour Finals            |
| ATP Tour Masters 1000      |
| ATP Tour 500 (1)           |
| ATP Tour 250 (3)           |
| ATP Challenger Tour (13)   |

| ATP-Titel nach Belag |
| Hartplatz (1)        |
| Sand (3)             |
| Rasen (0)            |

### Einzel

#### Turniersiege

##### ATP Tour
| Nr. | Datum            | Turnier        | Belag     | Finalgegner         | Ergebnis        |
| --- | ---------------- | -------------- | --------- | ------------------- | --------------- |
| 1.  | 1. Mai 2016      | Istanbul       | Sand      | Grigor Dimitrow     | 6:75, 7:64, 6:0 |
| 2.  | 25. Februar 2018 | Rio de Janeiro | Sand      | Fernando Verdasco   | 6:2, 6:3        |
| 3.  | 4. August 2019   | Los Cabos      | Hartplatz | Taylor Fritz        | 7:66, 6:3       |
| 4.  | 7. März 2021     | Buenos Aires   | Sand      | Francisco Cerúndolo | 6:1, 6:2        |

##### ATP Challenger Tour
| Nr. | Datum              | Turnier         | Belag | Finalgegner            | Ergebnis       |
| --- | ------------------ | --------------- | ----- | ---------------------- | -------------- |
| 1.  | 28. Oktober 2012   | Buenos Aires    | Sand  | Guillaume Rufin        | 6:1, 7:5       |
| 2.  | 11. Mai 2014       | Aix-en-Provence | Sand  | Andreas Beck           | 6:74, 6:3, 6:2 |
| 3.  | 10. August 2014    | Prag            | Sand  | André Ghem             | 6:4, 7:5       |
| 4.  | 21. September 2014 | Campinas        | Sand  | André Ghem             | 4:6, 6:4, 7:5  |
| 5.  | 19. Oktober 2014   | San Juan        | Sand  | João Souza             | 7:65, 6:3      |
| 6.  | 23. November 2014  | São Paulo       | Sand  | Guilherme Clezar       | 6:2, 6:3       |
| 7.  | 11. September 2016 | Barranquilla    | Sand  | Rogério Dutra da Silva | 6:4, 6:1       |
| 8.  | 20. November 2016  | Montevideo      | Sand  | Rogério Dutra da Silva | 6:4, 6:1       |

#### Finalteilnahmen
| Nr. | Datum              | Turnier          | Belag         | Finalgegner        | Ergebnis      |
| --- | ------------------ | ---------------- | ------------- | ------------------ | ------------- |
| 1.  | 23. Oktober 2016   | Antwerpen (1)    | Hartplatz (i) | Richard Gasquet    | 6:74, 1:6     |
| 2.  | 22. Oktober 2017   | Antwerpen (2)    | Hartplatz (i) | Jo-Wilfried Tsonga | 3:6, 5:7      |
| 3.  | 17. Februar 2019   | Buenos Aires (1) | Sand          | Marco Cecchinato   | 1:6, 2:6      |
| 4.  | 27. Oktober 2019   | Wien             | Hartplatz (i) | Dominic Thiem      | 6:3, 4:6, 3:6 |
| 5.  | 8. Februar 2020    | Córdoba          | Sand          | Cristian Garín     | 6:2, 4:6, 0:6 |
| 6.  | 21. September 2020 | Rom              | Sand          | Novak Đoković      | 5:7, 3:6      |
| 7.  | 25. Oktober 2020   | Köln             | Hartplatz (i) | Alexander Zverev   | 2:6, 1:6      |
| 8.  | 24. Oktober 2021   | Antwerpen (3)    | Hartplatz (i) | Jannik Sinner      | 2:6, 2:6      |
| 9.  | 13. Februar 2022   | Buenos Aires (2) | Sand          | Casper Ruud        | 7:5, 2:6, 3:6 |
| 10. | 20. Februar 2022   | Rio de Janeiro   | Sand          | Carlos Alcaraz     | 4:6, 2:6      |

### Doppel

#### Turniersiege
| Nr. | Datum              | Turnier         | Belag | Partner          | Finalgegner                       | Ergebnis          |
| --- | ------------------ | --------------- | ----- | ---------------- | --------------------------------- | ----------------- |
| 1.  | 27. Oktober 2013   | Buenos Aires    | Sand  | Máximo González  | Rogério Dutra da Silva André Ghem | 6:3, 7:5          |
| 2.  | 19. April 2014     | São Paulo       | Sand  | Guido Pella      | Máximo González Andrés Molteni    | 1:6, 6:3, [10:4]  |
| 3.  | 10. Mai 2014       | Aix-en-Provence | Sand  | Horacio Zeballos | Andreas Beck Martin Fischer       | 6:4, 3:6, [10:5]  |
| 4.  | 21. September 2014 | Campinas        | Sand  | Facundo Bagnis   | André Ghem Fabrício Neis          | 7:64, 5:7, [10:7] |
| 5.  | 20. November 2016  | Montevideo      | Sand  | Andrés Molteni   | Fabiano de Paula Cristian Garín   | kampflos          |

#### Finalteilnahmen
| Nr. | Datum            | Turnier      | Belag    | Partner        | Finalgegner                       | Ergebnis           |
| --- | ---------------- | ------------ | -------- | -------------- | --------------------------------- | ------------------ |
| 1.  | 15. Februar 2015 | São Paulo    | Sand (i) | Paolo Lorenzi  | Juan Sebastián Cabal Robert Farah | 4:6, 2:6           |
| 2.  | 1. Mai 2016      | Istanbul     | Sand     | Andrés Molteni | Flavio Cipolla Dudi Sela          | 3:6, 7:5, [7:10]   |
| 3.  | 17. Februar 2019 | Buenos Aires | Sand     | Dominic Thiem  | Máximo González Horacio Zeballos  | 1:6, 1:6           |
| 4.  | 12. Mai 2019     | Madrid       | Sand     | Dominic Thiem  | Jean-Julien Rojer Horia Tecău     | 2:6, 3:6           |
| 5.  | 15. Mai 2022     | Rom          | Sand     | John Isner     | Nikola Mektić Mate Pavić          | 2:6, 7:66, [10:12] |

## Abschneiden bei Grand-Slam-Turnieren

### Einzel
| Turnier1                   | 2024 | 2023  | 2022  | 2021  | 2020  | 2019  | 2018  | 2017  | 2016  | 2015  | 2014 | 2013 | 2012 | 2011 | 2010 | 2009 | Gesamt  |
| -------------------------- | ---- | ----- | ----- | ----- | ----- | ----- | ----- | ----- | ----- | ----- | ---- | ---- | ---- | ---- | ---- | ---- | ------- |
| Australian Open            | Q1   | 2     | 2     | 3     | AF    | 3     | AF    | 2     | 1     | 1     | –    | –    | –    | –    | –    | –    | AF      |
| French Open                | Q2   | 3     | AF    | VF    | HF    | 2     | VF    | 3     | 1     | 2     | 2    | –    | –    | –    | –    | –    | HF      |
| Wimbledon                  | Q1   | 2     | 2     | 3     | n. a. | 3     | 2     | 1     | 1     | 1     | –    | –    | –    | –    | –    | –    | 3       |
| US Open                    | 1    | 1     | 3     | AF    | 1     | VF    | 3     | VF    | 1     | 2     | 1    | –    | –    | –    | –    | –    | VF      |
| Gewonnene Einzel-Titel     | 0    | 0     | 0     | 1     | 0     | 1     | 1     | 0     | 1     | 0     | 0    | 0    | 0    | 0    | 0    | 0    | 4       |
| Gesamt-Siege/-Niederlagen2 | 0:8  | 13:25 | 31:26 | 38:23 | 25:15 | 40:26 | 33:26 | 39:28 | 17:17 | 11:22 | 2:4  | 1:5  | 0:0  | 0:0  | 0:0  | 0:0  | 250:225 |
| Jahresendposition          |      | 114   | 25    | 13    | 9     | 14    | 17    | 26    | 52    | 88    | 61   | 118  | 169  | 369  | 417  | 1029 | N/A     |

Zeichenerklärung: S = Turniersieg; F, HF, VF, AF = Einzug ins Finale / Halbfinale / Viertelfinale / Achtelfinale; 1R, 2R, 3R = Ausscheiden in der 1. / 2. / 3. Hauptrunde bzw. Q1, Q2, Q3 = Ausscheiden in der 1. / 2. / 3. Qualifikationsrunde
1 Turnierresultat in Klammern bedeutet, dass der Spieler das Turnier noch nicht beendet hat; es zeigt seinen aktuellen Turnierstatus an. Nachdem der Spieler das Turnier beendet hat, wird die Klammer entfernt.

2 Stand: 6. November 2024

### Doppel
| Turnier         | 2014 | 2015 | 2016 | 2017 | 2018 | 2019 | 2020 | 2021 | 2022 | 2023 | Karriere |
| --------------- | ---- | ---- | ---- | ---- | ---- | ---- | ---- | ---- | ---- | ---- | -------- |
| Australian Open | —    | 2    | —    | 1    | 1    | 1    | 1    | 1    | —    | 1    | 2        |
| French Open     | —    | 1    | 1    | 1    | 2    | HF   | 2    | 1    | —    | —    | HF       |
| Wimbledon       | —    | 1    | 2    | 1    | —    | —    |      | —    | 1    | —    | 2        |
| US Open         | 1    | 2    | 2    | 1    | 1    | 1    | —    | —    | —    | —    | 2        |

## Sonstiges
Bis 19. Oktober 2014 wurde er in den Datenbanken der ITF und der ATP unter seinem vollständigen Namen Diego Sebastián Schwartzman geführt.